# Vain (cheval)
Vain était un des meilleurs chevaux de course pur-sangs ayant couru sur le sol australien. Il a gagné 12 de ses 14 courses et a terminé 2e dans les deux autres.
Il est rentré au haras à la fin de sa 3e saison en 1970, ayant été blessé pendant la course, en piste.